# Jan Filip (Handballspieler)
Jan Filip (* 14. Juni 1973 in Prag) ist ein tschechischer Handballspieler.

## Karriere
Er war ab 2011 bis Januar 2015 als Spielertrainer in der Schweiz bei den TSV St. Otmar St. Gallen tätig. Die Spielposition des Linkshänders ist auf Rechtsaußen. Im Sommer 2014 übernahm er gemeinsam mit Daniel Kubeš das Traineramt der tschechischen Handballnationalmannschaft. Er erreichte mit dem Team die Qualifikation zur Weltmeisterschaft 2021. Wegen zahlreicher Fälle positiver COVID-19-Tests zog der tschechische Verband aber vor der Weltmeisterschaft sein Team zurück. In der Konsequenz wurde Filip am 20. Januar 2021 als Trainer entlassen.
Für die tschechische Nationalmannschaft bestritt der 1,88 m lange und 88 kg schwere Filip 200 Länderspiele, in denen er 991 Tore erzielte. Er ist zwar im Handball ein Linkshänder, er schreibt allerdings mit der rechten Hand.
Filip, der den Spitznamen „Honza“ trägt, ist verheiratet und hat einen Sohn und eine Tochter.

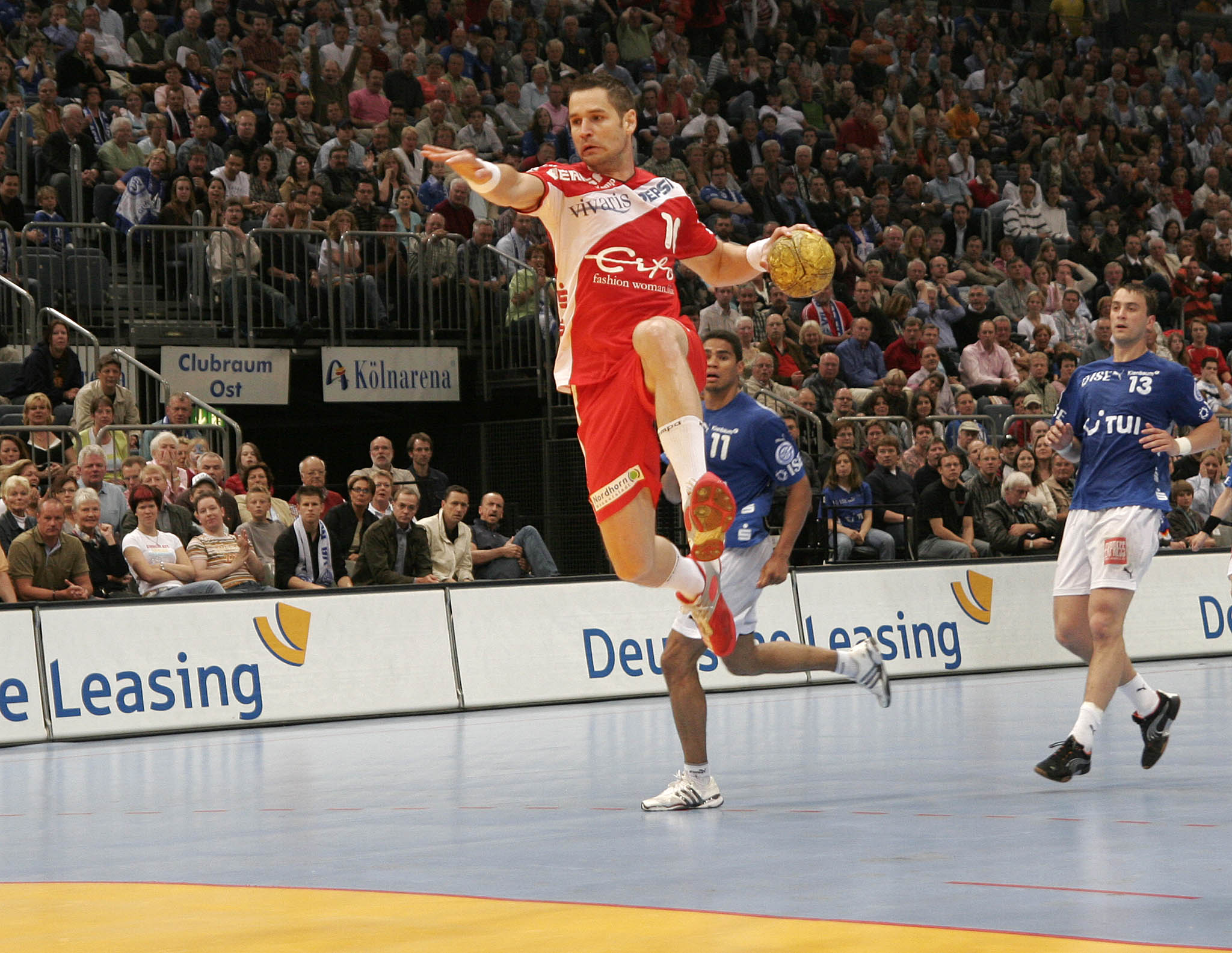
Jan Filip im Spiel gegen den VfL Gummersbach in der Kölnarena am 12. Mai 2007

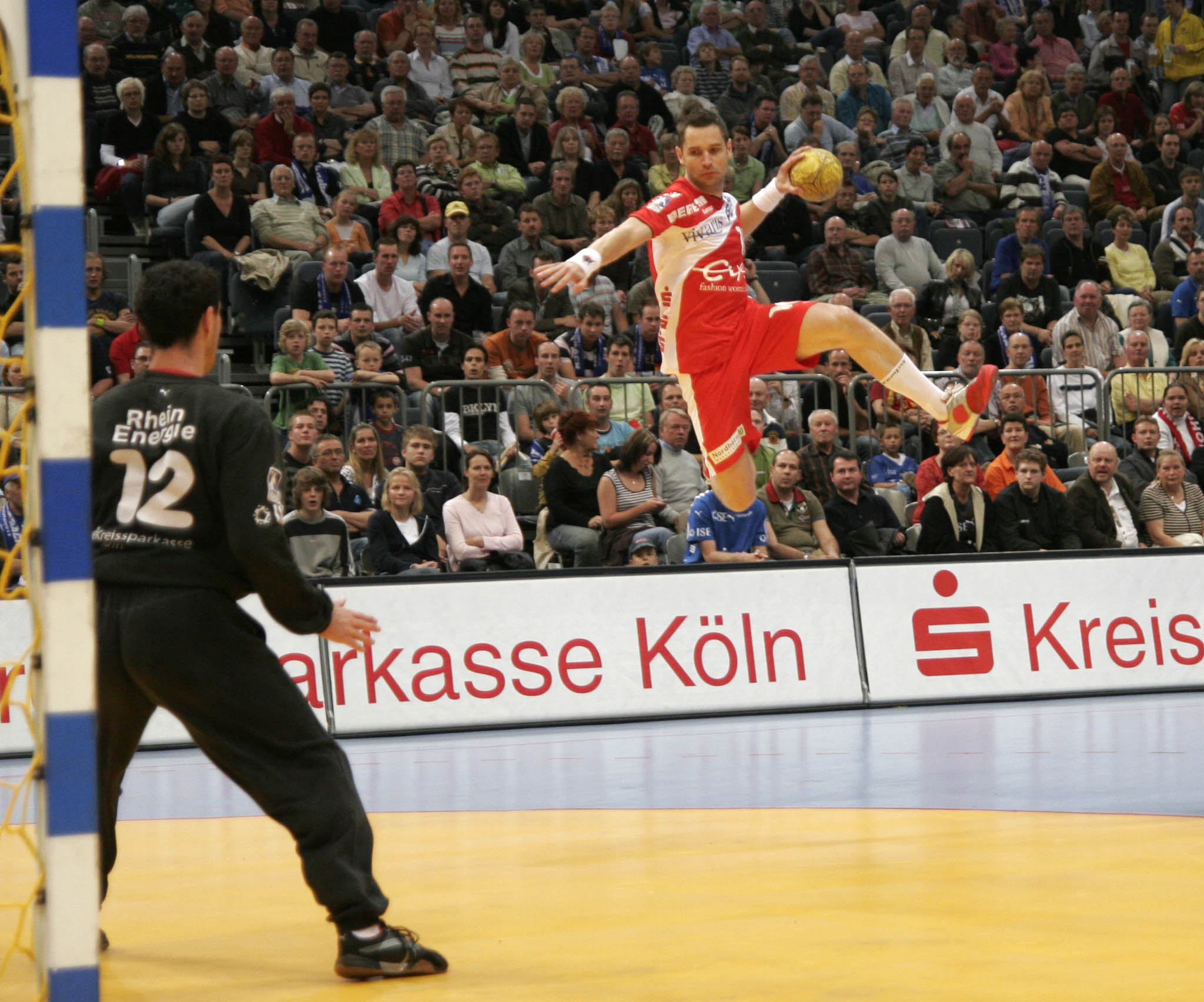
Jan Filip im gleichen Spiel

## Erfolge
- Deutscher Vizemeister 2002
- Torschützenkönig der EM 1998
- Dritter in der Torschützenliste der Bundesliga in der Saison 2003/2004
- Zweiter in der Torschützenliste der Bundesliga in der Saison 2004/2005
- Berufung in die IHF-Weltauswahl
- EHF-Pokal 2008

## Bundesligabilanz
| Saison    | Verein             | Spielklasse | Spiele | Tore | 7-Meter | Feldtore |
| --------- | ------------------ | ----------- | ------ | ---- | ------- | -------- |
| 2001/02   | HSG Nordhorn       | Bundesliga  | 62     | 344  | 63      | 281      |
| 2002/03   | HSG Nordhorn       | Bundesliga  | 34     | 246  | 44      | 202      |
| 2003/04   | HSG Nordhorn       | Bundesliga  | 34     | 232  | 73      | 159      |
| 2004/05   | HSG Nordhorn       | Bundesliga  | 34     | 249  | 71      | 178      |
| 2005/06   | HSG Nordhorn       | Bundesliga  | 34     | 226  | 50      | 176      |
| 2006/07   | HSG Nordhorn       | Bundesliga  | 34     | 203  | 53      | 150      |
| 2007/08   | HSG Nordhorn       | Bundesliga  | 32     | 191  | 58      | 133      |
| 2008/09   | Rhein-Neckar Löwen | Bundesliga  | 32     | 101  | 20      | 81       |
| 2000–2009 | gesamt             | Bundesliga  | 296    | 1792 | 432     | 1360     |